# Ezek a fiatalok (film, 2020)
Az Ezek a fiatalok (eredeti cím: Here Are the Young Men) 2020-as ír–amerikai filmdráma, amelyet Eoin Macken írt és rendezett Rob Doyle ír író azonos című regénye alapján. A főbb szerepekben Dean-Charles Chapman, Finn Cole, Anya Taylor-Joy, Ferdia Walsh-Peelo, Travis Fimmel és Conleth Hill látható.
A film világpremierje a Galway Film Fleadh-on volt 2020. július 11-én. Amerikában 2021. április 27-én jelent meg a Well Go USA Entertainment, az Egyesült Királyságban pedig 2021. április 30-án a Signature Entertainment forgalmazásában.

## Cselekmény
Amikor a három tinédzser, Matthew, Rez és Kearney 2003-ban befejezi az iskolát Dublinban, egy alkohollal és drogokkal teli nyárra indulnak. Matthew-nak hiányzik a barátnője, Jen, ugyanakkor igyekszik fenntartani barátságát az egyre zavarodottabb Kearney-vel. Koraérett barátjuk, Rez is átadja magát paranoiájának és depressziójának, ami tönkreteszi Julie nevű barátnőjével való kapcsolatát.
Amikor a három fiú szemtanúja lesz egy közúti balesetnek, amelyben egy gyermek életét veszti, ez a traumatikus esemény a trió fokozatos szétesését okozza. Különösen Matthew kezdi megkérdőjelezni a Kearney-vel való barátságát, főleg amikor Kearney zaklat egy hajléktalant, és egyre inkább a kábítószer felé fordul. Jen sokkal érettebbnek tűnik, mint a három fiú, és azt mondja Matthew-nak, hogy nem kell szégyellnie érzékeny természetét.

## Szereplők
| Szerep                 | Színész              | Magyar hang     |
| ---------------------- | -------------------- | --------------- |
| Matthew Connolly       | Dean-Charles Chapman | Bogdán Gergő    |
| Joseph Kearney         | Finn Cole            | Czető Roland    |
| Jen                    | Anya Taylor-Joy      | Czető-Fritz Éva |
| Rez                    | Ferdia Walsh-Peelo   | Czető Ádám      |
| Mark Kearney           | Conleth Hill         |                 |
| televíziós műsorvezető | Travis Fimmel        |                 |
| hajléktalan férfi      | Emmett J. Scanlan    |                 |
| Dwayne Kearney         | Chris Newman         |                 |
| Mr Landerton           | Ralph Ineson         |                 |
| Lynn Connolly          | Susan Lynch          |                 |
| Julie                  | Lola Petticrew       |                 |
| Angel Dust             | Noomi Rapace         |                 |
| amerikai hajléktalan   | Eoin Macken          |                 |

### Magyar változat
- Magyar szöveg: Szojka László
- Hangmérnök: Levacsics Péter
- Vágó: Házi Sándor
- Gyártásvezető: Derzsi Kovács Éva
- Szinkronrendező: Bartucz Attila
- Produkciós vezető: Dallos Miklós

A szinkront az SDI Media Hungary készítette el.

## A film készítése
2018 augusztusában jelentették be, hogy Dean-Charles Chapman, Finn Cole, Anya Taylor-Joy, Ferdia Walsh-Peelo, Conleth Hill és Lola Petticrew csatlakozott a film szereplőgárdájához; a filmet Eoin Macken rendezi Macken és Rob Doyle forgatókönyvéből, amely a Doyle által írt azonos című regény alapján készült. Richard Bolger, Noah Haeussner, Edwina Casey voltak a film producerei, míg Paul W. S. Anderson, Andrew Davies Gans, Conor Barry és Michael Raimondi a Hail Mary Pictures, illetve a Union Entertainment Group égisze alatt vezető producerként működtek közre. 2018 szeptemberében Ralph Ineson és Susan Lynch csatlakozott a filmhez. 2019 novemberében jelentették be, hogy Travis Fimmel csatlakozott a stábhoz. A cím egy idézet a Joy Division Closer (1980) című albumát záró Decades című dalból.
A forgatás 2018 augusztusában kezdődött Írországban.

## Bemutató
A film világpremierje a Galway Film Fleadh-on volt 2020. július 11-én. 2020 novemberében a Well Go USA Entertainment és a Signature Entertainment megvásárolta a film ír, brit és amerikai forgalmazási jogait. Az Egyesült Államokban 2021. április 27-én, az Egyesült Királyságban pedig 2021. április 30-án jelent meg.